# ستيف كيني
ستيف كيني (بالإنجليزية: Steve Kenney)‏ هو لاعب كرة قدم أمريكية أمريكي، ولد في 26 ديسمبر 1955 في ويلمينغتون في الولايات المتحدة.

## وصلات خارجية
- ستيف كيني على موقع مرجع كرة القدم المحترفة.كوم (الإنجليزية)